# Успина
Успина — река в России, протекает по Свердловской области. Длина — 22 км.
Берёт начало из Успинских озёр на высоте 64,9 м нум. Течёт на восток, затем поворачивает на север и впадает в озеро Большой Вагильский Туман на высоте 62,6 м нум. Принадлежит бассейну реки Вагиль.

## Водная система
Объекты по порядку от устья к истоку ( км от устья: ← левый приток | → правый приток | — объект на реке ):
→ Средняя Успина
оз. Щучье
→ Малая Успина
оз. Карасье
 — озёра Успинские
 — Кульма

## Данные водного реестра
По данным государственного водного реестра России относится к Иртышскому бассейновому округу, водохозяйственный участок реки — Тавда от истока и до устья, без реки Сосьва от истока до водомерного поста у деревни Морозково, речной подбассейн реки — Тобол. Речной бассейн реки — Иртыш.
Код объекта в государственном водном реестре — 14010502512111200011512.